# Nord Stream
Nord Stream (noms anteriors: North Transgas i North European Gas Pipeline; rus: Северный поток: Severny potok) és un sistema de gasoductes que transporta milions de metres cúbics de gas natural a través de les aigües de la mar Bàltica, des de Rússia fins a Alemanya.
Inclou dos oleoductes actius que van des de Víborg fins a Lubmin, prop de Greifswald, formant el Nord Stream original, i dos oleoductes addicionals que van des d'Ust-Luga fins a Lubmin, denominats Nord Stream 2. A Lubmin les línies es connecten amb la línia OPAL a Olbernhau, a la frontera txeca, i a la línia NEL a Rehden, a prop de Bremen.
El Nord Stream original és propietat i gestionat per Nord Stream AG, l'accionista majoritari de la qual és l'empresa energètica estatal russa Gazprom, i Nord Stream 2 és propietat de Nord Stream 2 AG, que també és una filial al 100% de Gazprom.
La primera línia de Nord Stream (també coneguda com Nord Stream 1) es va construir al maig de 2011 i es va inaugurar el 8 de novembre de 2011. La segona línia de Nord Stream (també coneguda com Nord Stream 2) es va construir el 2011-2012 i es va inaugurar el 8 d'octubre de 2012. Amb 1.222 km de longitud, Nord Stream és l'oleoducte submarí més llarg del món, superant l'oleoducte Langeled. La posada en marxa del Nord Stream 2 es va dur a terme el 2018–2021.
Nord Stream té una capacitat anual de gas de 55.000 milions de m3 i s’espera que l'addició de Nord Stream 2 dobli aquesta capacitat fins a un total de 110.000 milions de m3.
Els Estats Units, Ucraïna i altres països d’Europa Central i Oriental s’han oposat durament als projectes Nord Stream per la preocupació que els oleoductes augmentessin la influència de Rússia a Europa i per la gran reducció de les taxes de trànsit per l’ús de gasoductes alternatius als països d'Europa Central i Oriental. Els constructors sostenen que el gasoducte és més important per a Alemanya que per a Rússia, que podria vendre el gas a la Xina i altres països asiàtics.
El nom «Nord Stream» es refereix ocasionalment a una xarxa de gasoductes més àmplia, incloent el gasoducte Rússia i altres connexions a l'Europa occidental. La primera línia de Nord Stream 2 es va completar al juny de 2021 i la segona línia es va completar al setembre de 2021, segons va anunciar Gazprom, i està destinada a duplicar els subministraments de gas natural de Rússia a Alemanya passant per alt Ucraïna.

## Atemptat
La nit del 26 al 27 de setembre de 2022, l'operador del Nord Stream 2 va alertar d'una davallada sobtada de la pressió, podent-se confirmar el mateix dimarts 27 dues fuites al Nord Stream 1, a una zona propera a l'illa de Bornholm. La primera ministra de Dinamarca, Mette Frederiksen, i la de Suècia, Magdalena Andersson, van sospitar que les fuites eren fruit d'actes intencionats, després de comprovar l'existència de dues explosions submarines produïdes en aigües internacionals, però dins de l'espai econòmic suec i danès.
El 8 de febrer de 2023, el periodista d'investigació Seymour Hersh va acusar la CIA i la Marina dels Estats Units d'Amèrica d'haver perpetrat el sabotatge que havia inutilitzat tres dels quatre gasoductes Nord Stream per a sempre per mitjà d'uns submarinistes que hi haurien col·locat els explosius tres mesos abans de la detonació aprofitant unes maniobres de l'OTAN. En conèixer-se la notícia, el govern de la Casa Blanca va negar les acusacions a la vegada que el ministre d'afers exteriors de Rússia, Serguei Lavrov, va sol·licitar una investigació internacional sobre l'atemptat.
Per la seva banda, les investigacions oficials dutes a terme per Dinamarca i Suècia van concloure, el febrer de 2024, que no hi havia prou proves per a seguir amb un procediment criminal, tot i que en cas de la sueca van reconèixer que havien transmès informació rellevant a la investigació que també estava duent a terme Alemanya. A l'agost, la fiscalia alemanya va emetre una ordre de detenció europea contra un bus ucraïnès resident a Polònia, que va fugir a Ucraïna per a evitar ser detingut.
Poc després, una investigació del diari The Wall Street Journal va indicar que hi havia sospites que una trama ucraïnesa podria estar darrere de l’explosió del gasoducte Nord Stream, i afirmava que el president Volodímir Zelenski podria haver estat al corrent dels plans. Tot i que des de Kíiv es va rebutjar qualsevol implicació, la investigació va suggerir que el pla va néixer en una reunió entre oficials ucraïnesos el maig de 2022.